# Giovanna Rosa
Giovanna Rosa (Milano, 9 marzo 1950) è una saggista e critica letteraria italiana.

## Biografia
È stata docente nei licei, ricercatrice all'Università di Milano e per un anno accademico professoressa associata all'Università di Pisa. Nel biennio 2008-09 è stata direttrice del Dipartimento di Filologia Moderna della Statale di Milano. Attualmente è professoressa ordinaria all'Università di Milano, dove insegna letteratura italiana otto-novecentesca.
Membro del comitato scientifico della Società Italiana per lo Studio della Modernità Letteraria (MOD), si dedica allo studio della civiltà del romanzo e alle articolazioni del patto narrativo. Ha fatto parte della giuria dell'ottava e dodicesima edizione del Premio Letterario Internazionale Alessandro Manzoni.
Dal 1976 pubblica studi sulla narrativa e in particolare approfondimenti su Elsa Morante. Inoltre ha collaborato con Vittorio Spinazzola recensendo o fornendo parti integranti alla sua collana Tirature.

## Pubblicazioni

### Saggi
- L'infaticabile OdB, Arnoldo Mondadori Editore, Milano, 2016, ISBN 978-88-85938-56-4.
- Il mito della capitale morale: Identità, speranze e contraddizioni della Milano moderna, ed. BUR, 2015, ISBN 978-88-17-07978-5.
- Elsa Morante, Bologna, il Mulino, 2013, ISBN 978-88-1524-172-6.
- Il patto narrativo. La fondazione della civiltà romanzesca in Italia, Milano, il Saggiatore, 2008, ISBN 978-88-4281-435-1.
- Identità di una metropoli. La letteratura della Milano moderna, Aragno editore, Torino, 2004, ISBN 88-8419-149-1.
- La narrativa degli Scapigliati, Laterza, Roma-Bari, 1997, ISBN 88-420-5185-3.
- Cattedrali di carta. Elsa Morante romanziere, il Saggiatore, Milano 1995, Net 2006, ISBN 88-515-2294-4.
- Il romanzo melodrammatico. F.D. Guerrazzi e la narrativa democratico-risorgimentale, La Nuova Italia, Firenze 1990, ISBN 88-221-0833-7.
- Il mito della capitale morale. Letteratura e pubblicistica a Milano fra Otto e Novecento, edizioni di Comunità, Milano, 1982, ISBN non esistente.

### Collaborazioni
- Liala. Una protagonista dell'editoria rosa tra romanzi e stampa periodica di L. Finocchi e A. Gigli Marchetti, ed. FrancoAngeli 2013[9]
- Le forme del romanzo italiano e le letterature occidentali dal Sette al Novecento Edizioni ETS, 2010
- Libri per tutti. Generi editoriali di larga circolazione tra antico regime ed età contemporanea di Lodovica Braida e Mario Infelise, ed. UTET 2010[10]
- Studi sulla letteratura italiana della modernità. Per Angelo R. Pupino. Primo Novecento-Dal secondo Novecento ai giorni nostri di Elena Candela, ed. Liguori 2009
- La storia di Elsa Morante di Vittorio Spinazzola, Edizioni ETS[11]
- Leggere l'adolescenza di Barbara Peroni, Unicopli 2008
- Racconti della Scapigliatura milanese introduzione di Giovanna Rosa, contiene racconti di Arrigo Boito, Luigi Gualdo, Carlo Dossi, Igino Ugo Tarchetti e Camillo Boito, Milano, ed. CUEM, 2007, ISBN 978-88-6001-135-0.
- Il romanzo di formazione nell'Ottocento e nel Novecento di Papini M. C., Fioretti D. e Spignoli T., Edizioni ETS 2007[12]
- La biblioteca del racconto, Vincenzo Campo, Mondadori 2006[13]
- Studi di letteratura italiana: per Vitilio Masiello, Pasquale Guaragnella, Marco Santagata e Vitilio Masiello, Laterza 2006
- Leggere Milano di Barbara Peroni, ed. Unicopli 2006
- La modernità letteraria, di Vittorio Spinazzola, NET 2005
- Con altri occhi. Sguardi matematici e non sulla città di Maria Dedò e Simonetta Di Sieno, ed. Mondadori 2005
- Storia d'Italia: le regioni dall'Unità a oggi. La Lombardia di Duccio Bigazzi e Marco Meriggi, ed. Einaudi 2001

#### Tirature
- Alte tirature - Lisario, il piacere della sbrigliatezza recensione di Lisario o il piacere infinito delle donne (di Antonella Cilento), a cura di Giovanna Rosa, pp 80–83, su Tirature '15. Gli intellettuali che fanno opinione di Vittorio Spinazzola, ed. Il Saggiatore[14]
- Tirature 2013. Le emozioni romanzesche di Vittorio Spinazzola, ed. Il Saggiatore[15]
- Tirature 2012. Graphic novel. L'età adulta del fumetto di Vittorio Spinazzola, ed. Il Saggiatore[16]
- Tirature 2011. L'Italia del dopo benessere di Vittorio Spinazzola, ed. Il Saggiatore[16]
- Tirature 2010. Il new Italian realism di Vittorio Spinazzola, ed. Il Saggiatore[17]
- Tirature 2009. Milano-Napoli. Due capitali mancate di Vittorio Spinazzola, ed. Il Saggiatore[18]
- Tirature 2008. L'immaginario a fumetti di Vittorio Spinazzola, ed. Il Saggiatore[19]
- Tirature 2007 di Vittorio Spinazzola, ed. Il Saggiatore[20]
- Tirature 2006 di Vittorio Spinazzola, ed. Il Saggiatore
- Tirature 2005 di Vittorio Spinazzola, ed. Il Saggiatore
- Tirature 2004 di Vittorio Spinazzola, ed. Il Saggiatore